# Kevin Codfert
 (février 2017).
Si vous disposez d'ouvrages ou d'articles de référence ou si vous connaissez des sites web de qualité traitant du thème abordé ici, merci de compléter l'article en donnant les références utiles à sa vérifiabilité et en les liant à la section « Notes et références ».
Kevin Codfert est un pianiste français né le 4 juillet 1981 à Nice.

## Biographie
Kevin Codfert n'est pas né au sein d'une famille musicienne[pertinence contestée], son père est directeur des ressources humaines et un fan de la musique metal. Sa mère est professeur d'économie.
En 1986, Kévin Codfert commence l'apprentissage du piano avec Claudette Giors à l'âge de 5 ans, au conservatoire de musique de Salon-de-Provence.
En 1991, il remporte le premier prix des Victoires du Royaume (concours Radio France), avec une composition de Heitor Villa-Lobos.
À 13 ans, en 1994, il obtient la médaille d'or du conservatoire avec la mention très bien et les félicitations du jury.
Influencé dès son plus jeune âge par le rock, le métal et les compositeurs classiques tels que Rachmaninov, Bach, Chopin ou Mozart, Kevin passe la plus grande partie de son adolescence dans des groupes de musique qu'il a fondé ou intégré avec des amis musiciens, notamment les groupes Habeas Corpus, Epilepsy, Slaves Of Sound, Melting Preachers et Biomech Race.
De 1995 à 1998, il étudie la guitare classique au conservatoire.
En 2001, il rencontre Stéphan Forté à qui il présente une maquette, avec les soli de guitare repris au piano des chansons de Sanctus Ignis, premier album du groupe de métal symphonique Adagio.
Afin d'intégrer Adagio et de s'y consacrer, Kévin arrête son DEUG de MIAS (Mathématiques, Informatique et Applications aux sciences) sur Avignon et renonce à son groupe Biomech Race.
En 2003, à peine arrivé dans Adagio, Kévin enregistre Underworld, le deuxième album du groupe, et compose une partie de la chanson Next Profundis. Lors du mastering de l'album, dans le studio House Of Audio, il se forme aux techniques de prise de son, d'editing et de mixage. Fin 2003 il est élu Clavier de l'année par Castle of Pagan.
En 2004, Kévin réalise la bande originale du court métrage de Chloé Botella Est-ce que le mardi tombe un vendredi ?, et produit The New Kingdom de Venturia, le groupe du guitariste Charly Sahona.
En 2005, Kévin réalise les arrangements et la production du  troisième album studio d'Adagio, Dominate. Cette même année Kevin rencontre le groupe de métal tunisien Myrath et devient leur producteur pour leur premier album Hope.
Sous contrat avec la marque Yamaha depuis ses débuts dans Adagio, Kevin représente la marque Korg depuis 2008.
Fin 2008, il fonde Xfade Studio où s'enchainent rapidement des productions internationales, notamment Edgend « A New Identity », Qantice «  Megantrop », Julien Damotte « Trapped », Venturia Hybrid et le deuxième album de Myrath Desert Call, entre autres.
En 2009, il produit le quatrième album studio d'Adagio Archangels in Black signé rapidement chez Listenable Records. Il rencontre par la suite le député Patrick Roy lors de la première partie de Trust, à la suite d'un discours politique lors d'une session de l'Assemblée nationale. À la suite de la sortie du nouvel album, le groupe Adagio se produit sur des scènes réputées comme celle du Hellfest ou des Métallurgicales.
En 2010, Adagio rejoint le groupe américain Kamelot lors de sa tournée européenne 2010 qui se termine par un concert au Power Prog & Metal Fest en Belgique avec le groupe Scorpions.
L'année 2010 sera marquée par la réédition d'anciens albums du groupe, Sanctus Ignis, Underworld, ainsi que de l'album live A Band in Upperworld. Un nouveau pressage d'Archangels in Black voit le jour dans un format De Luxe, incluant un bonus inédit : les pistes séparées de trois chansons, permettant à l'auditeur de faire son propre mixage à l'aide de logiciels d'édition.
2011 XFade Studio a fait naître Tales Of the Sands le troisième album de Myrath que Kevin continue à produire, ainsi que l'album The Shadows Compendium l'opus solo de son comparse Stéphan Forté.
Xfade Studio a également annoncé la préparation et l'écriture du prochain album d'Adagio.
L'année 2016 marque la sortie de l'album Legacy du groupe Myrath, dont il est co-compositeur et producteur.

## Discographie

### Adagio
- Underworld
- A Band in Upperworld
- Dominate
- Archangels in Black
- Life

### Productions
- 2004 : Est-ce-que le mardi tombe un vendredi ? court métrage
- 2006 : The New Kingdom, Venturia
- 2006 : Dominate, Adagio
- 2007 : Hope, Myrath
- 2008 : Hybrid, Venturia
- 2008 : On day, Taï Phong
- 2008 : A New Identity, Edgend
- 2008 : On the Edge[Laquelle ?], BO TF1[pas clair] composée par Pierre Arnoux
- 2009 : Archangels in Black, Adagio
- 2009 : Trapped, Julien Damotte
- 2009 : Desert Call, Myrath
- 2009 : The Demise of the Fifth Sun, Aeon Zen
- 2009 : Megantrop, Qantice
- 2011 : The Shadows Compendium, Stéphan Forté
- 2011 : Tales of the Sands, Myrath
- 2011 : Enigma Opera Black, Stéphan Forté
- 2016 : Legacy, Myrath
- 2019 : Shehili, Myrath
- 2024 : Karma, Myrath

### Autres projets
- The Chain Reaction - Anthropia, invité sur The whipping soul
- Virus - Heavenly (groupe français), invité sur Bravery in the Field
- Cymoryl - Concert au Prog'Sud
- The Alchemists, invité sur The Prophecies of Loky